# Will Kymlicka
Will Kymlicka és un catedràtic de filosofia política a la Universitat de Queen's, a Kingston (Canadà). És un dels politòlegs més influents del panorama internacional per les seves investigacions sobre els problemes ètnics i la convivència multicultural. Seguint aquest fil de recerca ha escrit Ciutadania multicultural: una teoria dels drets de les minories (Proa, 1999), un text de referència sobre la base filosòfica de les polítiques multiculturals. Entre els seus llibres també destaquen Estados, naciones y culturas (Editorial Almuzara, 2004), Fronteras territoriales: una perspectiva liberal igualitaria (Editotial Trotta, 2005) o Las odiseas multiculturales (Paidós, 2009). Recentment ha centrat els seus estudis en els drets dels animals amb Zoópolis, una revolución animalista (errata naturae, 2018) coescrit amb Sue Donaldson, obra en què es qüestionen els límits del concepte de ciutadania per incloure-hi els animals i s'hi desenvolupen noves normes de convivència entre animals i humans.